# Exoparyphus
Exoparyphus is een kevergeslacht uit de familie van de boktorren (Cerambycidae). De wetenschappelijke naam van het geslacht werd voor het eerst geldig gepubliceerd in 1922 door Schmidt.

## Soorten
Exoparyphus omvat de volgende soorten:
- Exoparyphus janenschi Schmidt, 1922
- Exoparyphus macilentus Schmidt, 1922